# 高落場山
高落場山（たかおちばやま）は、富山県南砺市にある山。標高は1122m。高清水断層による隆起によって形成された高清水山地の一つで、山系で最も南端にある。北側尾根にはブナ原生林が広がっている。富山の百山の一つ。

## 概要
赤祖父山は、高清水断層による隆起によって形成された。
南砺市大鋸屋の北側尾根は1612年に加賀藩が水持林（水源涵養地）として木の伐採を禁止し、ブナ原生林が残された。一方で市内梨谷集落側の南側尾根は生活利用されたため、南北で別の山に見えるほど植生が違っている。

### 源流の川
- 二ッ屋川（小矢部川の支流）-人喰谷がある。

## 山名の由来
かつては蘇る・若返ることを変若（おち）といい、川の水源の滝を変若水（おちみず）と言った。そこから高い所に水源があるこの山を高変若場（たかおちば）として、高落場山の名前がきたとされている。

## 登山
縄ヶ池林道の若杉集落跡に登山口と駐車場がある。